# Gran Premio de Francia de Motociclismo de 2016
El Gran Premio de Francia de Motociclismo de 2016 (oficialmente Monster Energy Grand Prix de France) fue la quinta prueba del Campeonato del Mundo de Motociclismo de 2016. Tuvo lugar en el fin de semana del 6 al 8 de mayo en el Circuito Bugatti, situado a 5 km de la localidad de Le Mans (Sarthe), en los Países del Loira, Francia.
La carrera de MotoGP la ganó Jorge Lorenzo, seguido de Valentino Rossi y Maverick Viñales. Álex Rins fue el ganador de la prueba de Moto2, por delante de Simone Corsi y Thomas Lüthi. La carrera de Moto3 la ganó Brad Binder, Romano Fenati fue segundo y Jorge Navarro tercero.

## Resultados

### Resultados MotoGP
| Pos.    | N.º | Piloto           | Constructor | Vueltas | Tiempo         | Parrilla | Puntos |
| ------- | --- | ---------------- | ----------- | ------- | -------------- | -------- | ------ |
| 1       | 99  | Jorge Lorenzo    | Yamaha      | 28      | 43:51.290      | 1        | 25     |
| 2       | 46  | Valentino Rossi  | Yamaha      | 28      | +10.654        | 7        | 20     |
| 3       | 25  | Maverick Viñales | Suzuki      | 28      | +14.177        | 8        | 16     |
| 4       | 26  | Dani Pedrosa     | Honda       | 28      | +18.719        | 11       | 13     |
| 5       | 44  | Pol Espargaró    | Yamaha      | 28      | +24.931        | 4        | 11     |
| 6       | 41  | Aleix Espargaró  | Suzuki      | 28      | +32.921        | 12       | 10     |
| 7       | 9   | Danilo Petrucci  | Ducati      | 28      | +38.251        | 10       | 9      |
| 8       | 8   | Héctor Barberá   | Ducati      | 28      | +38.504        | 13       | 8      |
| 9       | 19  | Álvaro Bautista  | Aprilia     | 28      | +48.536        | 19       | 7      |
| 10      | 6   | Stefan Bradl     | Aprilia     | 28      | +54.502        | 17       | 6      |
| 11      | 50  | Eugene Laverty   | Ducati      | 28      | +1:02.677      | 16       | 5      |
| 12      | 76  | Loris Baz        | Ducati      | 28      | +1:07.658      | 21       | 4      |
| 13      | 93  | Marc Márquez     | Honda       | 27      | +1 vuelta      | 2        | 3      |
| Ret     | 38  | Bradley Smith    | Yamaha      | 19      | Caída          | 6        |        |
| Ret     | 43  | Jack Miller      | Honda       | 17      | Caída          | 18       |        |
| Ret     | 4   | Andrea Dovizioso | Ducati      | 15      | Caída          | 5        |        |
| Ret     | 29  | Andrea Iannone   | Ducati      | 11      | Caída          | 3        |        |
| Ret     | 53  | Esteve Rabat     | Honda       | 7       | Caída          | 20       |        |
| Ret     | 35  | Cal Crutchlow    | Honda       | 6       | Caída          | 9        |        |
| Ret     | 68  | Yonny Hernández  | Ducati      | 6       | Caída          | 15       |        |
| Ret     | 45  | Scott Redding    | Ducati      | 5       | Fallo mecánico | 14       |        |
| Fuente: |     |                  |             |         |                |          |        |

### Resultados Moto2
| Pos.    | N.º | Piloto              | Constructor | Vueltas | Tiempo                   | Parrilla | Puntos |
| ------- | --- | ------------------- | ----------- | ------- | ------------------------ | -------- | ------ |
| 1       | 40  | Álex Rins           | Kalex       | 26      | 42:27.312                | 2        | 25     |
| 2       | 24  | Simone Corsi        | Speed Up    | 26      | +1.802                   | 3        | 20     |
| 3       | 12  | Thomas Lüthi        | Kalex       | 26      | +4.608                   | 1        | 16     |
| 4       | 21  | Franco Morbidelli   | Kalex       | 26      | +9.148                   | 5        | 13     |
| 5       | 30  | Takaaki Nakagami    | Kalex       | 26      | +9.828                   | 6        | 11     |
| 6       | 22  | Sam Lowes           | Kalex       | 26      | +10.626                  | 9        | 10     |
| 7       | 49  | Axel Pons           | Kalex       | 26      | +25.477                  | 11       | 9      |
| 8       | 55  | Hafizh Syahrin      | Kalex       | 26      | +25.961                  | 17       | 8      |
| 9       | 44  | Miguel Oliveira     | Kalex       | 26      | +29.481                  | 14       | 7      |
| 10      | 39  | Luis Salom          | Kalex       | 26      | +29.368                  | 18       | 6      |
| 11      | 19  | Xavier Siméon       | Speed Up    | 26      | +29.573                  | 20       | 5      |
| 12      | 10  | Luca Marini         | Kalex       | 26      | +29.773                  | 10       | 4      |
| 13      | 77  | Dominique Aegerter  | Kalex       | 26      | +30.183                  | 13       | 3      |
| 14      | 23  | Marcel Schrötter    | Kalex       | 26      | +30.244                  | 12       | 2      |
| 15      | 97  | Xavi Vierge         | Tech 3      | 26      | +36.538                  | 22       | 1      |
| 16      | 54  | Mattia Pasini       | Kalex       | 26      | +38.602                  | 19       |        |
| 17      | 7   | Lorenzo Baldassarri | Kalex       | 26      | +44.911                  | 7        |        |
| 18      | 70  | Robin Mulhauser     | Kalex       | 26      | +45.297                  | 25       |        |
| 19      | 52  | Danny Kent          | Kalex       | 26      | +45.755                  | 21       |        |
| 20      | 32  | Isaac Viñales       | Tech 3      | 26      | +50.278                  | 23       |        |
| 21      | 14  | Ratthapark Wilairot | Kalex       | 26      | +55.773                  | 24       |        |
| 22      | 33  | Alessandro Tonucci  | Kalex       | 26      | +1:01.790                | 26       |        |
| 23      | 2   | Jesko Raffin        | Kalex       | 26      | +1:02.201                | 27       |        |
| 24      | 5   | Johann Zarco        | Kalex       | 26      | +1:02.484                | 4        |        |
| 25      | 69  | Danny Eslick        | Suter       | 26      | +1:39.502                | 28       |        |
| Ret     | 73  | Álex Márquez        | Kalex       | 13      | Caída                    | 16       |        |
| Ret     | 60  | Julián Simón        | Speed Up    | 7       | Caída                    | 15       |        |
| Ret     | 94  | Jonas Folger        | Kalex       | 1       | Caída                    | 8        |        |
| DNS     | 11  | Sandro Cortese      | Kalex       |         | No participó (lesionado) |          |        |
| Fuente: |     |                     |             |         |                          |          |        |

### Resultados Moto3
| Pos.    | N.º | Piloto                 | Constructor | Vueltas | Tiempo    | Parrilla | Puntos |
| ------- | --- | ---------------------- | ----------- | ------- | --------- | -------- | ------ |
| 1       | 41  | Brad Binder            | KTM         | 24      | 41:31.041 | 2        | 25     |
| 2       | 5   | Romano Fenati          | KTM         | 24      | +0.099    | 5        | 20     |
| 3       | 9   | Jorge Navarro          | Honda       | 24      | +0.387    | 4        | 16     |
| 4       | 44  | Arón Canet             | Honda       | 24      | +1.354    | 3        | 13     |
| 5       | 8   | Nicolò Bulega          | KTM         | 24      | +7.147    | 6        | 11     |
| 6       | 20  | Fabio Quartararo       | KTM         | 24      | +7.616    | 8        | 10     |
| 7       | 16  | Andrea Migno           | KTM         | 24      | +8.016    | 17       | 9      |
| 8       | 23  | Niccolò Antonelli      | Honda       | 24      | +8.457    | 1        | 8      |
| 9       | 84  | Jakub Kornfeil         | Honda       | 24      | +9.850    | 10       | 7      |
| 10      | 55  | Andrea Locatelli       | KTM         | 24      | +9.926    | 14       | 6      |
| 11      | 11  | Livio Loi              | Honda       | 24      | +12.293   | 11       | 5      |
| 12      | 21  | Francesco Bagnaia      | Mahindra    | 24      | +13.738   | 19       | 4      |
| 13      | 58  | Juan Francisco Guevara | KTM         | 24      | +13.511   | 7        | 3      |
| 14      | 89  | Khairul Idham Pawi     | Honda       | 24      | +13.907   | 9        | 2      |
| 15      | 24  | Tatsuki Suzuki         | Mahindra    | 24      | +14.382   | 12       | 1      |
| 16      | 64  | Bo Bendsneyder         | KTM         | 24      | +20.915   | 21       |        |
| 17      | 4   | Fabio Di Giannantonio  | Honda       | 24      | +21.229   | 13       |        |
| 18      | 88  | Jorge Martín           | Mahindra    | 24      | +24.091   | 23       |        |
| 19      | 10  | Alexis Masbou          | Peugeot     | 24      | +38.782   | 15       |        |
| 20      | 17  | John McPhee            | Peugeot     | 24      | +38.852   | 25       |        |
| 21      | 6   | María Herrera          | KTM         | 24      | +38.986   | 33       |        |
| 22      | 43  | Stefano Valtulini      | Mahindra    | 24      | +54.550   | 27       |        |
| 23      | 3   | Fabio Spiranelli       | Mahindra    | 24      | +1:03.526 | 31       |        |
| 24      | 77  | Lorenzo Petrarca       | Mahindra    | 24      | +1:03.593 | 29       |        |
| 25      | 36  | Joan Mir               | KTM         | 24      | +1:05.491 | 24       |        |
| Ret     | 19  | Gabriel Rodrigo        | KTM         | 23      | Caída     | 20       |        |
| Ret     | 99  | Enzo Boulom            | KTM         | 16      | Caída     | 32       |        |
| Ret     | 76  | Hiroki Ono             | Honda       | 15      | Caída     | 16       |        |
| Ret     | 40  | Darryn Binder          | Mahindra    | 10      | Caída     | 22       |        |
| Ret     | 65  | Philipp Öttl           | KTM         | 3       | Caída     | 18       |        |
| Ret     | 95  | Jules Danilo           | Honda       | 2       | Caída     | 26       |        |
| Ret     | 7   | Adam Norrodin          | Honda       | 0       | Caída     | 28       |        |
| Ret     | 98  | Karel Hanika           | Mahindra    | 0       | Caída     | 30       |        |
| Fuente: |     |                        |             |         |           |          |        |